# Wolfgang Penzler
Wolfgang Penzler (* 10. Juli 1943 in Marburg; † Mai 2022 ebenda) war ein deutscher Boxer und Politiker der Tierschutzpartei.

## Beruflicher Werdegang
Bei der Bundeswehr war Penzler Feldwebel der Reserve. Darüber hinaus ließ er sich nach seiner Laufbahn als Boxer zum Krankenpfleger, Masseur und medizinischen Bademeister ausbilden. Bis zum Eintritt in den Ruhestand war als er Sportphysiotherapeut in einem Fitness-Studio tätig.

## Boxkarriere
Penzlers Laufbahn als Boxer begann 1957 und dauerte insgesamt 24 Jahre; während dieser Zeit absolvierte er rund 300 Kämpfe und erwarb sich den Spitznamen „Fliege von der Lahn“. Im Laufe seiner Boxkarriere wurde er 1969 und 1973 Deutscher Vizemeister und 1975 schließlich Deutscher Meister im Fliegengewicht, 16-facher Hessenmeister und Nationalstaffelboxer. Zeitweise gehörte er zur deutschen Olympiaauswahl. 1973 verlor Penzler im deutsch-polnischen Länderkampf in Münster gegen Leszek Błażyński, der nach Abbruch als Sieger aus dem Kampf hervorging. Penzler ist zudem Träger der Goldenen Ehrennadel des Deutschen Box-Verbandes.

## Politisches Engagement
Penzler war Mitglied der Tierschutzpartei und dort zeitweise stellvertretender hessischer Landesvorsitzender. Anschließend war er dort bis 2013 Beisitzer. Bei der hessischen Landtagswahl 2008 kandidierte er auf dem dritten Listenplatz der Partei. Zusätzlich trat er im Wahlkreis Marburg-Biedenkopf II an. Dort erzielte er ein Wahlkreisstimmenergebnis von 555 Stimmen, was 0,9 % entsprach. Bei der Bundestagswahl 2009 kandidierte er auf Platz zwei der hessischen Landesliste. Darüber hinaus war er ebenso Mitglied von PETA. In diesem Zusammenhang kämpfte er gegen das Schächten und wandte sich dabei an den damaligen hessischen Justizminister Jörg-Uwe Hahn.